# Stefan Berndtsson
Stefan Berndtsson, född 7 maj 1973, är en svensk före detta fotbollsspelare (anfallare) som bland annat representerade Gais och Ljungskile SK.

## Biografi
Berndtssons moderklubb är Ahlafors IF, från vilka han 1995 värvades till Gais i division I. Under hans första säsong i Gais kvalade klubben till Allsvenskan, men året därpå gick det betydligt sämre och klubben åkte i stället ur division I. Sedan Gais säsongen 1997 misslyckats med att ta sig upp från division II gick han vidare till Ljungskile SK, som just hade åkt ur Allsvenskan. Han spelade sammanlagt 70 seriematcher (19 mål) för Gais och 69 (21 mål) för LSK. Från Ljungskile gick han inför säsongen 2003 till Floda BoIF, innan han 2006 återvände till Ahlafors IF, som han samma säsong var med och tog upp i division II.
Berndtsson var en stor och bastant targetspelare och en vass avslutare, som dock hade problem med skador.